# Reading (Ohio)
Pour les articles homonymes, voir Reading.
Reading est une ville américaine située dans le comté de Hamilton en Ohio.
Selon le Bureau du recensement des États-Unis, sa population est estimée à 10 324 habitants en 2015 (contre 10 385 habitants en 2010), pour une superficie de 2,89 milles carrés (7,49 km2).